# Katur
Katur is een bestuurslaag in het regentschap Bojonegoro van de provincie Oost-Java, Indonesië. Katur telt 3865 inwoners (volkstelling 2010).